# Nora Roberts

Nora Roberts (pravo ime Eleanor Marie Robertson), ameriška pisateljica, * 10. oktober 1950, Silver Spring, Maryland, ZDA.
Je avtorica več kot 209 romanov. Serijo »V smrti« piše kot J.D. Robb, uporablja pa tudi psevdonim Jill March. Nekatera njena dela so bila v Združenem kraljestvu objavljena pod psevdonimom Sarah Hardesty.
Nora Roberts je bil prva avtorica, ki se je uvrstila v hišo slavnih Romance Writers of America. Do leta 2011 so njeni romani bili 861 tednov na seznamu New York Timesa od tega 176 tednov na prvem mestu.  Več kot 400 milijonov njenih knjig je izšlo v tiskani obliki. Od tega jih je bilo 12 milijonov prodanih samo v letu 2005.

### Slovenske izdaje

#### Kot Nora Robets
V Slovenščini njene knjige izdaja Založba Meander .
- Zaliv Chesapeake
  - Prelest morja 2002 (COBISS) | ang. Sea swept | prevod: Franjo Jamnik
  - Plimovaje 2003 (COBISS) | ang. Rising Tides | prevod: Franjo Jamnik
  - Modrina zaliva 2003 (COBISS) | ang. Chesapeake blue | prevod: Franjo Jamnik
  - Notranji pristan 2003 (COBISS) | ang Inner harbor | prevod: Franjo Jamnik
- Iskanje korenin 2003 (COBISS) | ang Birthright | prevod: Franjo Jamnik
- V sanjah
  - Drzne sanje 2004 (COBISS) | ang. Daring to dream | prevod: Franjo Jamnik
  - Skrite sanje 2004 (COBISS) | ang. Holding the dream | prevod: Franjo Jamnik
  - Najdene sanje 2004 (COBISS) | ang. Finding the dream | prevod: Franjo Jamnik
- Vroči damanti 2005 (COBISS) | ang. Hot ice | prevod: Franjo Jamnik
- Irska kri
  - Rojena iz strasti 2006 (COBISS) | ang. Born in fire | prevod: Urška Žižek
  - Rojena iz dolžnosti 2006 (COBISS) | ang. Born in ice | prevod: Urška Žižek
  - Rojena iz sramote 2006 (COBISS) | ang. Born in shame | prevod: Urška Žižek
- V vrtu
  - Modra dalija 2007 (COBISS) | ang. Blue dahlia | prevod: Urška Žižek
  - Črna vrtnica 2007 (COBISS) | ang. Black rose | prevod: Urška Žižek
  - Rdeča lilija 207 (COBISS) | ang. Red lily | prevod: Urška Žižek
- Modri dim 2007 (COBISS) | ang. Blue smoke | prevod: Neža Kralj
- V krogu
  - Križ boginje Morrigan 2008 (COBISS) | ang. Križ boginje Morrigan | prevod: Suzana Pečnik
  - Ples bogov 2008 (COBISS) | ang. Dance of the gods | prevod: Suzana Pečnik
  - Dolina tišine 2008 (COBISS) | ang. Valley of silence | prevod: Suzana Pečnik
- Točno opoldne 2009 (COBISS) | ang. High noon | prevod: Brigita Pavšič
- Padli angeli 2009 (COBISS) | ang. Angels fall | prevod: Brigita Pavšič
- Neveste
  - Sanje o beli poroki 2010 (COBISS) | ang. Vision in white | prevod: Maja Zor
  - Postelja iz vrtnic 2010 (COBISS) | ang. Bed of roses | prevod: Suzana Pečnik
  - Slastni trenutek 2011 (COBISS) | ang. Savor the moment | prevod: Simonca Cesar]
  - Skupaj za vedno 2012 | ang. Happy ever after | prevod: Suzana Pečnik

#### Kot  J.D. Robb
V Sloveniji te knjige izdajajo Učila international .
- Očarani v smrti 2009 (COBISS) | ang.  Rapture in death | prevod: Urška Willewaldt
- Maščevanje v smrti 2009 (COBISS) | ang. Vengeance in death  | prevod: Jana Lavtižar
- Okultni v smrti 2009 (COBISS) | ang. Ceremony in death  | prevod: Jana Lavtižar
- Nesmrtni v smrti 2006 (COBISS) | ang. Ommortal in death | prevod: Urška Willewaldt
- Veličastne v smrti 2006 (COBISS) | ang. Glory in death | prevod: Urška Willewaldt
- Gole v smrti 2006 (COBISS) | ang. Naked in death | prevod: Marjana Lipitz

### Angleške izdaje
Nora Roberts je do sedaj izdala preko 200 knjig. Po letu 2000 je izdala sledeče:
| Kot Nora roberts | Kot J.D. Robb |
| --- | ------------- |
| - Gallaghers of Ardmore Trilogy - Jewels of the Sun 1999 - Tears of the Moon 2000 - Heart of the Sea 2000 - Once Upon a Rose 2001 - Midnight Bayou 2001 - The Villa 2001 - Three Sisters Island Trilogy - Dance Upon Air 2001 - Heaven and Earth 2001 - Face the Fire 2002 - Once Upon a Kiss 2002 - Three Fates 2002 - Once Upon a Midnight 2003 - Key Trilogy - Key of Light 2003 - Key of Knowledge 2003 - Key of Valor 2003 - Moon Shadows 2004 - Northern Lights 2004 - Sign of Seven Trilogy - Blood Brothers 2007 - The Hollow 2008 - The Pagan Stone 2008 - Tribute 2008 - Black Hills 2009 - The Search 2010 - Chasing Fire 2011 - Inn BoonsBoro Trilogy - The Next Always 2012 - The Last Boyfriend 2012 - The Witness 2012 |               |